# روبرت مونتانو
روبرت مونتانو (بالإنجليزية: Robert Montano)‏ هو ممثل أمريكي، ولد في 22 أبريل 1960 في Bayside, Queens ‏ في الولايات المتحدة.

## أعمال

### أفلام
- (2011) عار[2][3]

## وصلات خارجية
- الموقع الرسمي
- روبرت مونتانو على موقع IMDb (الإنجليزية)
- روبرت مونتانو على موقع ألو سيني (الفرنسية)
- روبرت مونتانو على موقع أول موفي (الإنجليزية)
- روبرت مونتانو على موقع قاعدة بيانات الأفلام السويدية (السويدية)
- روبرت مونتانو على موقع قاعدة بيانات الفيلم (الإنجليزية)
- روبرت مونتانو على موقع كينوبويسك (الروسية)